# Tempelj belega konja
Tempelj belega konja (kitajsko: 白馬寺) je budistični tempelj v Luojangu v provinci Henan, ki je po izročilu prvi budistični tempelj na Kitajskem. Ustanovljen je bil leta 68 n. št. pod pokroviteljstvom cesarja Minga iz dinastije Vzhodni Han.
Tempelj, čeprav majhen v primerjavi z mnogimi drugimi na Kitajskem, velja za večino vernikov za »zibelko kitajskega budizma«.
Glavne stavbe obsežnega tempeljskega kompleksa so bile rekonstruirane med dinastijama Ming (1368 do 1644) in Čing (1644 do 1912). Prenovljene so bile v 50. letih 20. stoletja in ponovno marca 1973 po kulturni revoluciji. Številne dvorane, ločene z dvorišči in negovanimi vrtovi, pokrivajo površino približno 13 hektarjev. Med pomembnimi kipi v templju so Gautama Buda, Śākjamuni, Maitreja (smejoči se Buda), Amitabha, Buda iz žada, Bodhisatve, kot je Guanjin (Kvamon), arhati, kamnita kipa dveh belih konj, ki sta pripeljala indijske menihe na Kitajsko, in dva mitološka leva na vhodu. Tempelj je v svoji zgodovini doživel številne  strukturne kot notranje spremembe. Najnovejši projekt, v katerem je sodelovala tudi Indija, je bil zaključen leta 2008, ko sta bila postavljena Velika stupa in kip Sarnath Bude. 

## Zgodovina

### Zgodnja zgodovina
Leta 258 je kraljevi kučjanski menih Po Jen v templju prevedel v kitajščino šest budističnih besedil, vključno s pomembno Sutro večnega življenja. 
Leta 266 je prišel v Luojang slavni indo-skitski budistični prevajalec Dharmarakša (kitajsko: 竺法護; pinjin: Zhú Fǎhù), aktiven ok. 266–308 n. št. in prebival v Templju belega konja vsaj od pomladi 289 do leta 290.
Iz samostana je leta 630–635 krenil na romanje v Indijo znani menih Šuandzang iz dinastije Tang,  ki je želel obiskati Budovo domovino. Romanje je trajalo šestnajst let. Po vrnitvi je bil Šuandzang do svoje smrti opat Templja belega konja. Med svojim bivanjem v templju je poleg poučevanja in drugih verskih dejavnosti spretno prevedel številne budistične spise iz sanskrta v kitajščino.
Napis iz leta 1175 na kamniti plošči poleg pagode Čilun navaja, da je pet desetletij pred tem izbruhnil požar in uničil tempelj in stupo Sakja Tathagata sarira, predhodnico pagode. Isti napis navaja, da je uradnik Džin kmalu zatem dal postaviti kamnito pagodo Čilun. Arhitektura pagode posnema kvadratne pagode iz dinastije Tang.
Med 13. in 20. stoletjem je bil tempelj podvržen obnovam in prenovam pod dinastijo Ming (1368–1644) in dinastijo Čing (1644–1911). Pomembna obnova je potekala v 16. stoletju. Nekatere stavbe so iz tega obdobja, vendar so bile nekatere od njih kasneje prenovljene.

### Sodobna zgodovina
Pod Ljudsko republiko Kitajsko je bil tempelj od leta 1952 in po letu 1973 po kulturni revoluciji deležen številnih prenov. Med kulturno revolucijo je bil tempelj opustošen in izropan, številne stavbe pa so bile požgane. 
Leta 1973 je Kitajsko obiskal kamboški princ Norodom Sihanuk, po prepričanju goreč budist. Med potovanjem po Kitajskem je izrazil željo, da bi obiskal Tempelj belega konja, kar je kitajsko vlado spravilo v zadrego. Vlada je iz drugih palač in muzejev na Kitajskem v Tempelj belega konja na hitro in skrivaj prenesla 2900 artefaktov in v celoti obnovila tempelj. Obnovljeni tempelj je navdušil Kambodžane, ki niso bili pozorni na dogodke, ki so uničili tempelj. Kitajski premier Džov Enlaj je prenos artefaktov v Tempelj belega konja razglasil kot trajnega, čeprav so prvotni lastniki želeli, da se artefakti vrnejo.
Leta 1992 je bila s pomočjo tajskih in kitajskih donatorjev obnovljena Dvorana Thai Bude malo zahodno od starega templja.

## Arhitektura
Tempelj je obrnjen proti jugu in je poravnan vzdolž osrednje osi, ki se začne pri vhodnih vratih, sledi pa več dvoran in dvorišč zaporedoma. Tempeljski kompleks pokriva površino 200 mu (13 hektarjev) in je obrnjen proti jugu. Pred kratkim je bil 150 metrov pred prvotnimi vrati zgrajen kamniti paifang, pokrit lok s tremi vrati. Kamniti konji na sprednji strani templja so v arhitekturnem slogu Ming in predstavljajo bele konje, ki so na Kitajsko nosili svete spise in indijske menihe. Med lokom in vrati je bazen s fontanami, ki ga prečkajo trije kamniti mostovi. Dva konja na vhodnih vratih, ki sta obrnjena drug proti drugemu, sta narejena iz zelenega kamna iz dinastije Song (960–1279).
Ob današnjem vstopu v tempelj so vidne plošče (v angleščini in kitajščini) in smerokazi, ki obiskovalce in romarje vodijo skozi dvorane. Plošče na kratko pojasnjujejo kipe v vsaki dvorani. Dvorane so razločljive iz napisov na ploščah, med drugim so to »Dvorana pozdravov«, »Dvorana šestih ustanoviteljev«, »Dvorana žadastega Bude«, »Dvorana nebeških kraljev«, Dvorana Mahavire in Dvorana spreminjajočega se Ge (skladišče starodavnih svetih spisov).
Poleg tega je za glavno dvorano »Hladna in jasna terasa«, znana kot »Terasa Čingliang«, kjer so bile prevedene izvirne sutre. Ta terasa je sredi bambusovega gozda starih borovcev in ima med seboj povezane dvorane. Štiri strani terase so obložene z zelenimi opekami. Osrednja stavba terase je paviljon Vairocana, ki je bil prvotno zgrajen v času dinastije Han. Sedanja stavba izvira iz dinastije Ming in je bila zgrajena s streho v slogu šješan z dvojnim napuščem. Paviljon v glavnem hrani kipe Bude Vairocane ter bodhisati Mandžušrija in Samantabhadre. Poleg tega je na obeh straneh paviljona skupaj 5050 lesenih izrezljanih kipov Bude, izdelanih iz kadilnega pepela. Na terasi je tudi paviljon Kunlu z dvoranama na vzhodu in zahodu, v katerih sta kipa dveh uglednih menihov, Še Motenga in Džu Falana. Po smrti sta bila pokopana znotraj tempeljskih vrat; zvonik in bobnarski stolp pred njunima grobnicama sta bila nekoč pomembni znamenitosti mesta Luojang.
Na dvorišču so veliki gorilniki, s katerimi častilci prižigajo kadilne palčke, kar ustvarja oster vonj. V glavni dvorani in drugih dvoranah, kjer častijo podobe, so oltarji polni sadja in drugih daril, ki jih prinesejo verniki. S stropov dvoran visijo pisane tapiserije, v kotlih pa lebdijo prižgane sveče, ki predstavljajo božansko duhovno okolje.
Najmanjša dvorana je znana kot »Dvorana pozdravov«. Gre za relativno novo stavbo, ki je bila zgrajena v 9. letu obdobja Guangho kot nadomestilo za prvotno dvorano, ki je zgorela na začetku obdobja Tonghdzi. V tej dvorani so pobožani kipi treh zahodnih rajskih (indijskih) svetnikov. Amitabha, ustanovitelj, je v središču, ob levi pa Guanjin, na desni pa Mahasthamaprapta.
Ustanovitelji templja, katerih kipi so čaščeni v »Dvorani šestih ustanoviteljev«, so pripadali sekti Čan. Imena ustanoviteljev so prikazana po vrstnem redu njihovega nasledstva: Bodidharma, prvi ustanovitelj, ki je prihajal iz starodavne Indije, kjer je bil patriarh 28. generacije, ki je oznanjal budistično filozofijo; drugi je bil Huike; tretji ustanovitelj je bil Sengcan; četrti je bil Daošn, peti ustanovitelj je bil Hongren in šesti je bil Huineng. Po Huinengu je bilo ustanovljenih pet šol budizma in sedem redov.
V »Dvorani žadastega Bude« stoji podoba Bude Šakjamunija. 1,6 metra visoko podobo iz žada je leta 1988 podaril Kitajec, ki se je naselil v Burmi. Ta elegantno izklesan in cenjen kip ima v čelo vdelan dragoceni kamen. Preden so ga leta 1992 prenesli v ta tempelj, je bil shranjen v paviljonu Pilu.
Prva velika dvorana v tempeljskem kompleksu je znana kot »Dvorana nebeških kraljev«, kjer je kip Maitreje, na Kitajskem znanega kot smejoči se Buda, glavno božanstvo, ki je na sprednji strani dvorane. Ta kip na vzhodni in zahodni strani obdajajo štirje nebeški kralji, od katerih vsak predstavlja četrtino vesolja. Vzhodno stran vlada Čigua (varuh države), ki nosi pipo, zahodno stran nadzoruje Guangmu (ostrovidec) z zmajem v roki, južno smer predstavlja Zengdžang (zaščitnik rasti) z dežnikom, severno smer pa Duoven (ohranjevalec znanja) s pagodo. Poleg tega je za Maitrejevim kipom kip Vei Tuoja (visoko rangiranega nebeškega generala in zagovornika budističnega zakona).
»Dvorana spreminjajočega se Ge«, zgrajena leta 1995, je skladišče starodavnih svetih spisov, ki vsebuje več kot deset vrst budističnih besedil, vključno z Longzang Džing Dadzong Džing, Dadzeng Zong Džing, Tibet DŽing in tako naprej. V središču skladišča je postavljen starodavni kitajski kip Bude. Izdelava tega kipa sega v vzhodno dinastijo Han. Kip je bil založen v začetku 20. stoletja. Vendar so ga kasneje našli na Tajskem in ga replicirali v bronu v dva 97 centimetrov visoka kipa ter ga nato pozlatili. Eden od njiju je pobožanstven v knjižnici, drugi pa je bil poslan na Tajsko.
V »dvorani Mahavira« so kipi treh glavnih Bud. Osrednja podoba je Buda Šakjamuni. Na levi strani tega kipa stoji Bhaisajjaguru, na desni pa Amitabha; ob njiju pa stojita dva nebeška generala, Vei Tuo in Vei Li. Kipi osemnajstih Arhatov krasijo stran dvorane. Vsi kipi so bili izdelani iz ramije (Boehmeria nivea) v času dinastije Juan. Stene na obeh straneh krasijo rezbarije deset tisoč budistov. Kip Džjalana je postavljen severno od zadnjih vrat.
V glavni dvorani, pri oltarju, so trije kipi, osrednji kip je kip Bude Šakjamunija, obdan s kipoma Mandžušrija in Samantabhadre. V bližini oltarja je zelo velik zvon, ki tehta več kot 1 tono (omenja se tudi številka 2,5 tone), postavljen v času vladavine cesarja Džjadžinga iz dinastije Ming in ga med petjem molitev menihov udarjajo v ritmu. V času dinastije Tang je tukaj živela skupnost deset tisoč menihov. Napis na zvonu se glasi: »Zvok zvona odmeva v Budovem templju in povzroča, da duhovi v peklu trepetajo od strahu.«
Bivalni prostori menihov so v ekskluzivni pagodi z omejenim vstopom, imenovani Čijun Ta ali pagoda Čijun. Do nje pridete po prečkanju urejenega vrta in mostu levo od glavnega templja. Ta pagoda je bila zgrajena v 12. stoletju v petnajstem letu vladavine dinastije Džin (1115–1234) dinastije Dading. Gre za 13-stopenjski, 25 metrov visok opečnat stolp v obliki kocke. V poznejših obdobjih je bil obnovljen. Grobnica slavnega uradnika dinastije Tang, Di Rendžieja je tudi na vzhodnem koncu kompleksa.
Čeprav je tempelj odprt za javnost, so obiskovalci zaradi varnosti skrbno nadzorovani. Medtem ko glavni opat prek televizorja, nameščenega v njegovi sobi, spremlja politične razmere v državi, morajo menihi, ki prebivajo v tem objektu, ves čas nositi osebno izkaznico.

## Kulturne relikvije
Kamniti kip Maitreja, izdelan v 6. stoletju, je bil ukraden in izgubljen v Združenih državah Amerike, zdaj pa je shranjen v Muzeju lepih umetnosti v Bostonu.

## Praznik potonik
Praznik potonik (mudan huahui) je pomemben cvetlični festival, ki vsako leto poteka v Luojangu od 10. do 25. aprila in privablja velike množice v mesto in tempelj Belega konja. Legenda, povezana s tem festivalom, pravi, da cvet potonike ni sledil ukazom kraljice cesarice Wu iz dinastije Tang, naj cveti pozimi in se je razjezila, ker ni ubogal njenega ukaza. Posledično je ukazala, da se cvetovi potonik preženejo iz Šjana v Luojang. Prav ta izgon se v Luojangu praznuje kot praznik potonik.